# Taktakenéz
Taktakenéz község Borsod-Abaúj-Zemplén vármegyében, a Szerencsi járásban. Az 1950-es megyerendezésig Szabolcs vármegye Dadai alsó járásához tartozott.

## Fekvése
A Tisza jobb partján helyezkedik el, a Taktaközben. A közvetlenül határos települések: észak felől Taktaszada, északkelet felől Prügy, délkelet felől Tiszadada, délnyugat felől Tiszadob (utóbbi kettő a folyó túlparti oldalán található), északnyugat felől pedig Taktaharkány.

### Megközelítése
Csak közúton közelíthető meg, Taktaharkány vagy Prügy felől, a 3621-es úton.

## Közélete

### Polgármesterei
- 1990–1994: Molnár Tibor (független)[3]
- 1994–1998: Molnár Tibor (független)[4]
- 1998–2002: Molnár Tibor (független)[5]
- 2002–2006: Molnár Tibor (független)[6]
- 2006–2010: Molnár Tibor (független)[7]
- 2010–2014: Molnár Tibor (független)[8]
- 2014–2019: Molnár Tibor (független)[9]
- 2019–2024: Molnár Tibor (független)[10]
- 2024– : Tóth Szilárdné (független)[1]

## Népesség
A település népességének változása:
| Lakosok száma | 1293 | 1265 | 1271 | 1169 | 1093 | 1122 | 1098 |
|               | 2013 | 2014 | 2015 | 2021 | 2022 | 2023 | 2024 |

2001-ben a település lakosságának 92%-a magyar, 8%-a cigány nemzetiségűnek vallotta magát.
A 2011-es népszámlálás során a lakosok 91,2%-a magyarnak, 20,7% cigánynak mondta magát (8,8% nem nyilatkozott; a kettős identitások miatt a végösszeg nagyobb lehet 100%-nál). A vallási megoszlás a következő volt: római katolikus 34,5%, református 40,6%, görögkatolikus 0,4%, felekezeten kívüli 4,9% (17,3% nem válaszolt).
2022-ben a lakosság 92,3%-a vallotta magát magyarnak, 2,8% cigánynak, 0,1% ruszinnak, 0,1% ukránnak, 0,6% egyéb, nem hazai nemzetiségűnek (7,7% nem nyilatkozott; a kettős identitások miatt a végösszeg nagyobb lehet 100%-nál). Vallásuk szerint 13,3% volt római katolikus, 19,2% református, 0,4% görög katolikus, 0,5% egyéb keresztény, 8,2% felekezeten kívüli (58,1% nem válaszolt).

## Címerének leírása
Taktakenéz címere: csücskös talpú, ultramarinkék alapozású pajzs mezejében két balra úszó ezüstös hal (csuka), amelyet a község nevét feltüntető felirat boltoz.

## Nevezetességei
- 1897-ben épített református templom
- első és második világháborús hősi emlékmű